# Willi Beuster (Politiker, 1908)
Willi Beuster (* 13. August 1908 in Dortmund; † 9. Juli 1981 ebenda) war ein deutscher Politiker (SPD), unter anderem als Mitglied des Bundestages.

## Leben und Beruf
Willi Beuster wurde 1908 als Sohn von Anna Beuster, geborene Ziesing, und ihrem Mann, dem Bildhauer und Stukkateur Wilhelm Beuster, geboren. Nach dem Volksschulabschluss absolvierte Beuster eine kaufmännische Ausbildung und arbeitete anschließend als kaufmännischer Angestellter (Handelsgehilfe und Vertreter). Daneben besuchte er Kurse an der Volkshochschule und bildete sich in wirtschaftlichen und politischen Lehrgängen fort. Seit 1926 war er als Organisationsangestellter tätig.
Im Jahr 1931 heiratete er Elisabeth Broschart, mit der er drei Kinder (Ursel, Detlef und Willi) hatte.
Nach der Machtübernahme der Nationalsozialisten wurde Beuster, der 1924 SPD-Mitglied geworden war, 1933 aus politischen Gründen entlassen. In der Folgezeit wurde er wiederholt verfolgt und mehrfach in „Schutzhaft“ genommen. Er war für längere Zeit arbeitslos, nahm 1938 erneut eine Tätigkeit als kaufmännischer Angestellter auf und befasste sich mit Aufgaben der Buchführung und Steuerberatung. Von 1940 bis 1945 nahm er als Soldat am Zweiten Weltkrieg teil und geriet zuletzt in jugoslawische Gefangenschaft, aus der er 1946 entlassen wurde.
Beuster war von 1946 bis 1950 als Einzelprokurist und Geschäftsführer in eine Fabrik der Baunebenbranche tätig. Von 1950 bis 1966 war er Abteilungsleiter bei der Westfälischen Rundschau. Außerdem war er seit 1966 Vorstandsmitglied der Dortmunder Stadtwerke AG. Er lebte in Dortmund-Brackel.

## Partei
Beuster war katholisch, schloss sich 1923 der Sozialistischen Arbeiter-Jugend (SAJ) an und war seit 1924 Mitglied der SPD. Von 1926 bis 1933 war er Vorsitzender der SAJ in Dortmund. Er war von 1951 bis 1955 Stadtbezirksleiter der Partei und wurde 1955 zum Vorsitzenden des SPD-Stadtverbands Groß-Dortmund gewählt. Seit April 1964 war er stellvertretender Unterbezirksvorsitzender der SPD Dortmund – Castrop-Rauxel – Lünen.

## Abgeordneter
Beuster wurde 1956, 1961 und 1964 jeweils über die SPD-Reserveliste in den Rat der Stadt Dortmund gewählt, nahm seine Mandate aber nie an. Bei der Bundestagswahl 1961 wurde er über ein Direktmandat im Wahlkreis Dortmund II in den Deutschen Bundestag gewählt, dem er für zwei Wahlperioden bis 1969 angehörte.